# Вращающийся трансформатор

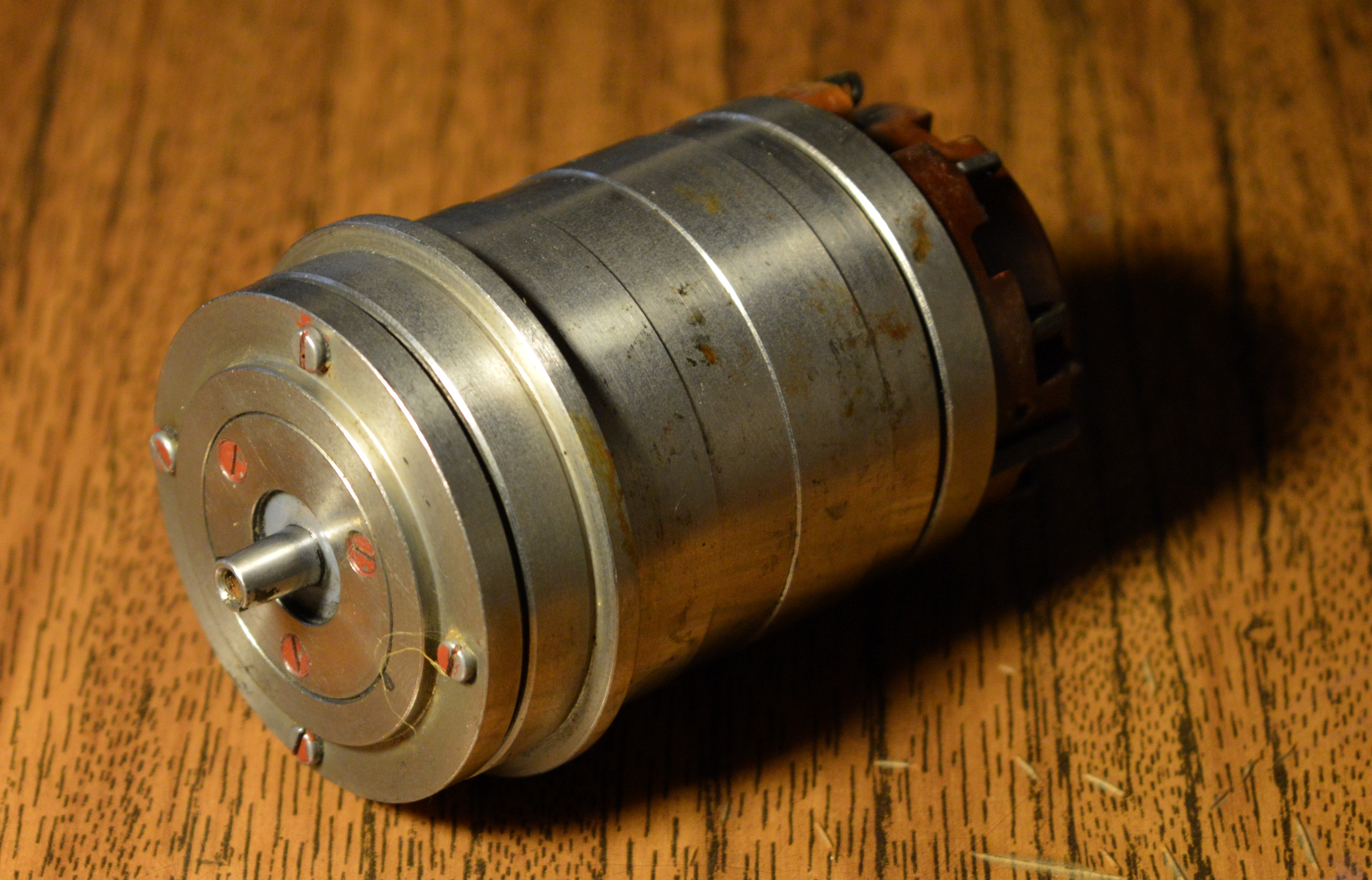
Вращающийся трансформатор

Враща́ющийся трансформа́тор — электрическая микромашина переменного тока (информационная электрическая машина), резольвер (англ. resolver), предназначенная для преобразования угла поворота в электрическое напряжение, амплитуда которого пропорциональна или является функцией (чаще всего, синус или косинус) угла или самому углу.
Вращающиеся трансформаторы применяются в аналого-цифровых преобразователях, системах передачи угла высокой точности, в качестве датчиков обратной связи в следящих системах, бортовой аппаратуре.

## Устройство

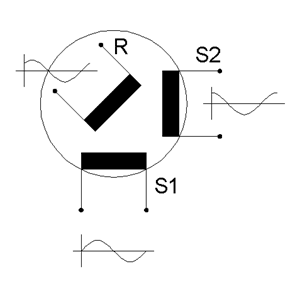
Принцип действия вращающегося трансформатора с возбуждающей обмоткой на роторе

Вращающиеся трансформаторы являются двухобмоточными на статоре (в основном) или многополюсными электрическими машинами. По конструкции аналогичны синхронным электродвигателям с возбуждаемым переменным током ротором. В зависимости от угловой ориентации магнитного поля ротора относительно взаимно перпендикулярным по магнитному потоку обмоток статора в обмотках статора наводятся ЭДС, амплитуда и фаза которых зависит от угла поворота ротора относительно статора. Эти электрические сигналы однозначно, в пределах одного оборота ротора, характеризуют угол поворота ротора.
Конструктивно ротор и статор набираются из листов электротехнической стали с обмотками из изолированного провода. Питание обмотки ротора осуществляется через щёточные контактные кольца.
Вращающиеся трансформаторы подразделяются на контактные и бесконтактные, с ограниченным и неограниченным углом поворота ротора.
Для систем точного отсчёта и синхронно-следящих систем применяются дисковые приёмники и датчики — индуктосины, состоящие из плоских статора и ротора, многослойные обмотки которых выполнены в виде печатных проводников (обмотка ротора однофазная, статора — двухфазная).

## Режимы работы
В зависимости от схемы включения обмоток возможны следующие режимы работы (вращающиеся трансформаторы):
- синус-косинусные (выходное напряжение одной из обмоток трансформатора пропорционально синусу угла поворота ротора, а другой — косинусу);
- линейные (выходное напряжение пропорционально углу поворота);
- масштабные (выходное напряжение пропорционально входному с коэффициентом пропорциональности (масштабом), определяемым углом поворота ротора);
- датчики и приёмники систем передачи угла (выполняют функции, аналогичные трансформаторным сельсинам);
- первичные преобразователи для индукционных фазовращателей и др.

Работа вращающихся трансформаторов в системах синхронной связи аналогична работе сельсинов. Вращающиеся трансформаторы обеспечивают более высокую точность, но для их работы необходимы дополнительные усилительные устройства с большим коэффициентом усиления, так как их выходная мощность сигнала меньше, чем у сельсинов.